# Křivka obecná
Křivka obecná (Loxia curvirostra) je malý zpěvný pták z čeledi pěnkavovití.

## Taxonomie
U křivky obecné rozeznáváme asi 21 poddruhů. V České republice se vyskytuje jeden – křivka obecná eurosibiřská (L. c. curvirostra).

## Popis
- Délka těla: 17 cm
- Rozpětí křídel: 28 cm
- Hmotnost: 40 - 53 g

Křivka obecná je nápadný pták (mírně větší než vrabec) se silně stavěným tělem, nápadně krátkým ocasem a charakteristickým zakřiveným zobákem s překříženými špičkami (odtud název). Samec je cihlově červený s hnědými křídly a ocasem, šedým zobákem a hnědými končetinami. Samice je méně nápadná, nejčastěji olivově žlutozelená s křídly a ocasem stejně zbarvenými jako samec. Mladí ptáci se podobají samicím. Jsou olivově zelení s tmavohnědým žíháním.
Ve střední Evropě bývá velice často zaměňována se vzácnější křivkou bělokřídlou (Loxia leucoptera), která má bílé pruhy na křídlech, a s křivkou velkou (Loxia pytyopsittacus), která má zase větší hlavu a mohutnější zobák.

## Hlas
Často se ozývá tvrdým „kip kip“, zpěv tvoří směs trylků a vrzavých a praskavých zvuků.

## Rozšíření
Jde o hojně rozšířeného pěvce žijícího v Evropě, Asii a Severní Americe. Současná populace je přitom odhadována na 15 000 000 jedinců, kteří žijí na ploše větší než 10 000 000 km2.
Oblast hnízdění, početnost i doba výskytu ve střední Evropě se každoročně mění v závislosti na úrodě semen. Nepravidelné přesuny mívají charakter invazí. Často celá populace opustí oblast a na několik let osídlí invazivně jiné území.

## Výskyt v Česku
V České republice jde o běžného obyvatele jehličnatých lesů. Ročně v Česku hnízdí asi 30 000–100 000 párů a zimuje 30 000–120 000 jedinců.

## Chování
Mimo hnízdění žije křivka obecná obvykle v menších, rozvolněnějších hejnech. Je velice obratná, rychle přeskakuje z větve na větev, často visí i vzhůru nohama.

## Potrava
Je typickým semenožravcem, který požírá výhradně semena jehličnatých stromů, především smrků, modřínů a borovic. Ve městech bývá viděna na vysazovaných jedlovcích.

## Hnízdění

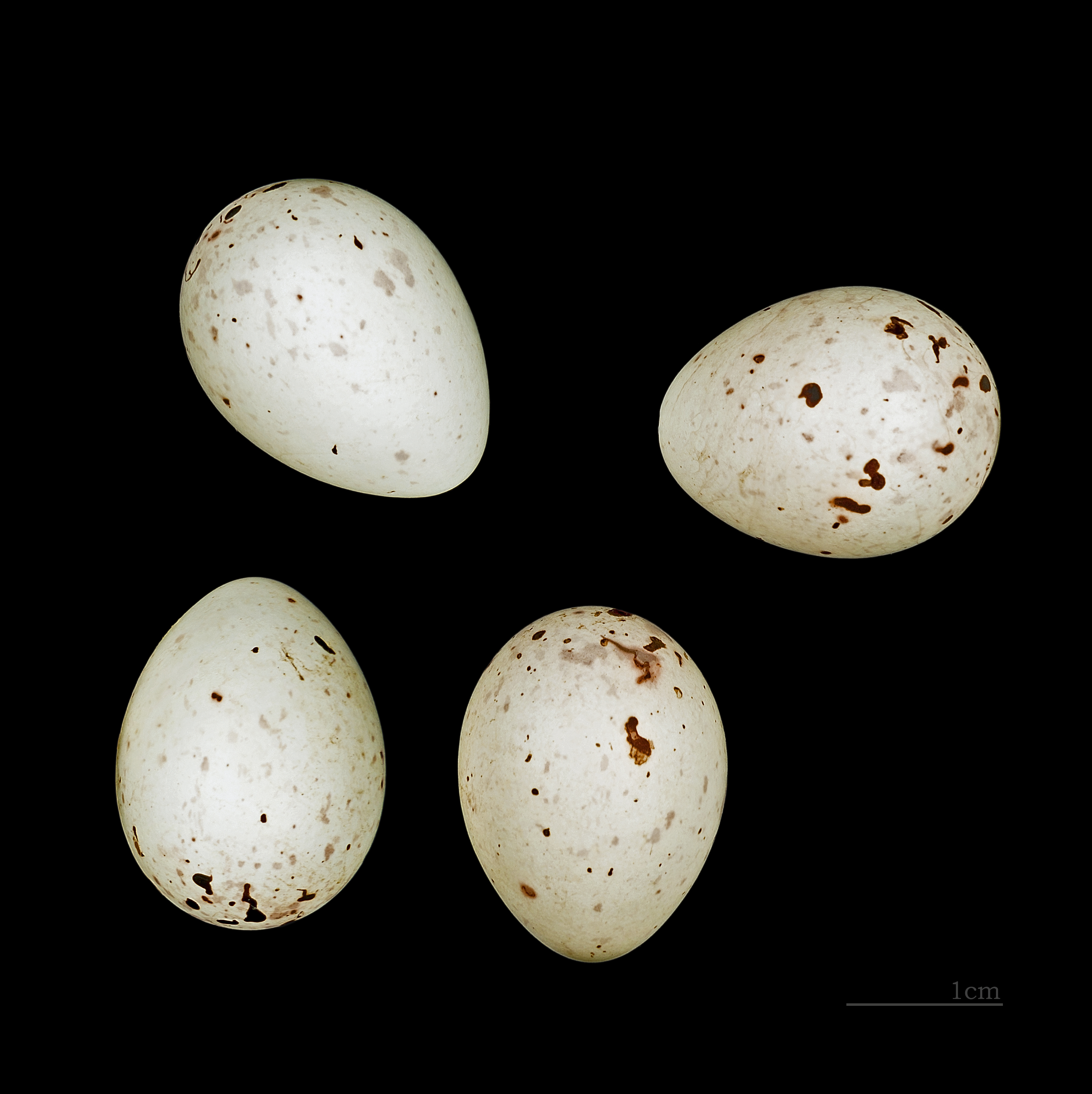
Loxia curvirostra

Hnízdí po celý rok, nejčastěji v době od prosince do května, v závislosti na množství potravy jednou i dvakrát do roka. Dobře ukryté hnízdo si staví nejčastěji na smrcích ve výšce 4 až 5 m. Během března do něj klade 3–4 vejce o velikosti 22 × 16 mm, bílá s černými a hnědými skvrnami, jejichž inkubační doba trvá 14–16 dní. V chladném období samička opouští hnízdo jen zřídka a nechává se krmit samečkem. Rodiče mláďata krmí až do té doby, dokud jim neztvrdnou a nezakřiví zobáčky (14–20 dní).

## Chov a kulturní význam
Křivka obecná byla v minulosti vítanou kořistí čižbářů. Od prehistorie po celý středověk a v novověku až do poloviny 19. století byla spolu s jinými pěnkavovitými ptáky běžně chytána jako zdroj potravy. Od nepaměti až do 40. let 20. století byla oblíbeným a rozšířeným klecním ptákem, zejména v horských oblastech. Například v pověrách jizerskohorských horalů voda, ve které se křivka vykoupala, platila za léčivou. Pověrčiví horalé věřili, že křivka chrání dům před bleskem nebo má schopnost „vytáhnout“ z nemocného horečku.

Také v současnosti jsou chováni a dále rozmnožováni jedinci v přímé péči člověka pocházející z registrovaných chovů (v souladu s platným zákonem na ochranu přírody a krajiny). Takový chov je cenným zdrojem poučení a informací o bionomii druhu. V zajetí se objevují vedle přírodně zbarvených ptáků i některé barevné mutace.
V horských oblastech křivky s oblibou vyzobávají vápennou omítku ze zdí chalup. Škody však patrně nejsou významné.